# Nanteuil

Nanteuil este o comună în departamentul Deux-Sèvres, Franța. În 2009 avea o populație de 1,668 de locuitori.